# Giuris
Giuris is een monotypisch geslacht van straalvinnige vissen uit de familie van de slaapgrondels (Eleotridae).

## Soort
- Giuris margaritacea (Valenciennes, 1837)